# Cal Salvador Perelló
Cal Salvador Perelló és un monument protegit com a bé cultural d'interès local del municipi de Riudecols (Baix Camp).

## Descripció
Casal noble, amb façana decorada amb esgrafiats. La portada és d'arc de mig punt adovellat, damunt el qual hi ha un escut en relleu. Aquest escut, força malmès, presenta dos càprids enfrontats, en posició heràldica, damunt una mena de font. Al primer pis hi ha tres balcons amb voladís de ceràmica del tipus "de vela", en colors verd i blanc. La barana de ferro no té gaire interès; els batents de fusta presenten decoració esculturada, de tipus floral, a la part alta. Al pis superior, sota el ràfec, hi ha una galeria correguda. A l'interior de l'edifici es conserven diverses portes de fusta tallada i una capella amb pintures de caràcter popular, fetes per Ioseph Cabrer. Obra de paredat, amb reforços de maons.

## Història
Casa d'estil renaixentista amb elements moderns. A la clau de l'arc de la porta hi ha la inscripció "IHS / AÑY / 1732". La barana dels balcons és de cap al 1830. La capella va ser restaurada el 1947 i les pintures són del 1736.